# Joseph Severn

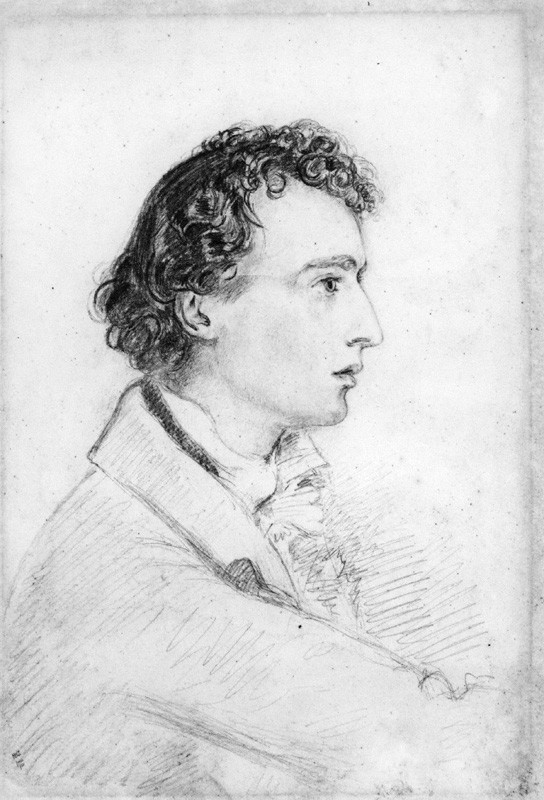
Joseph Severn.

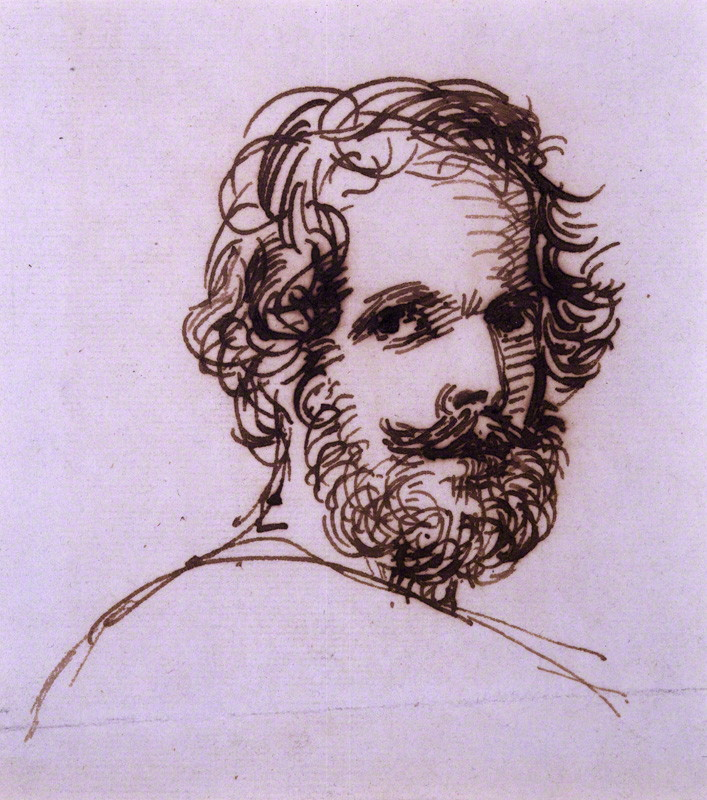
Joseph Severn.

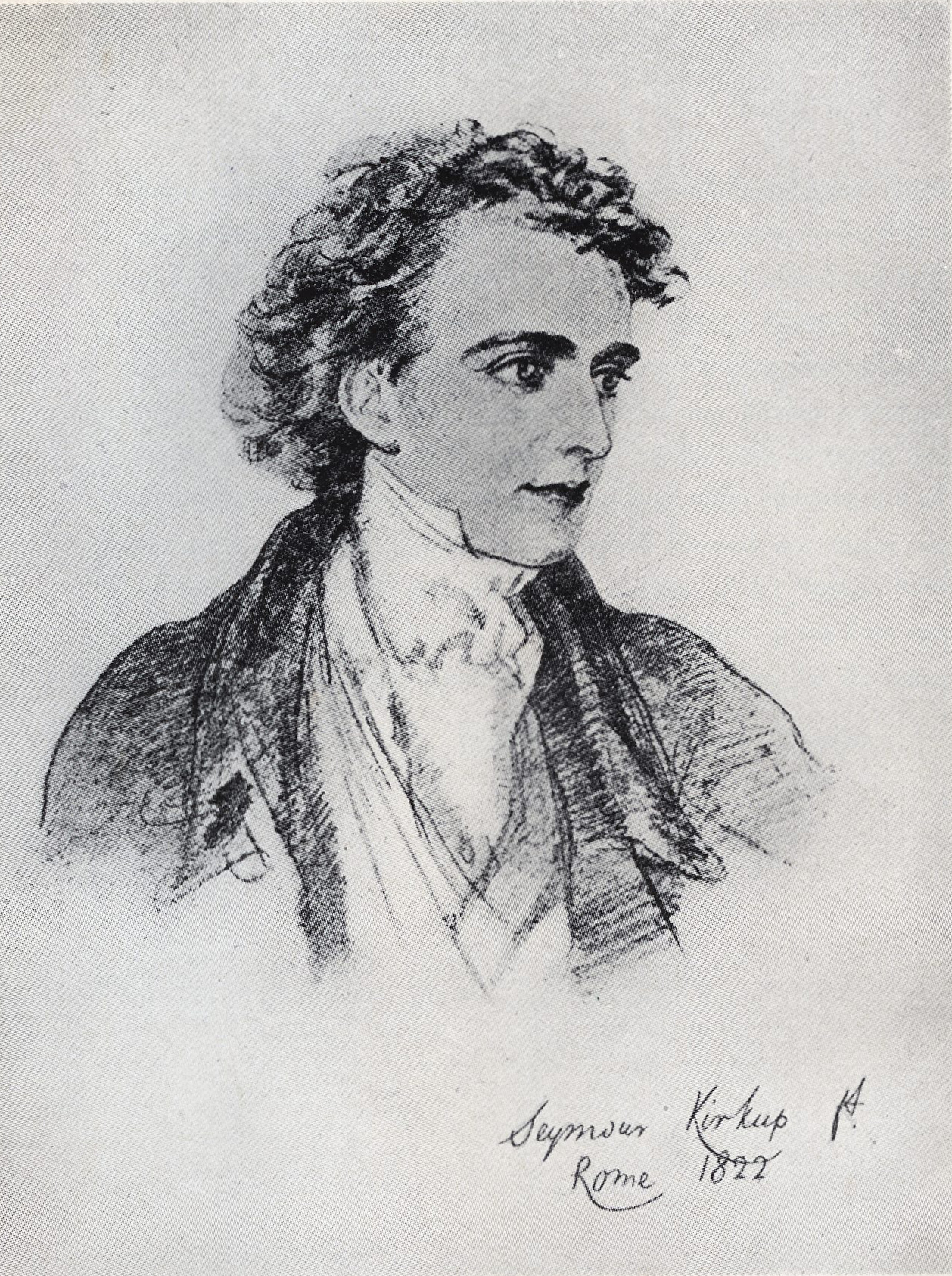
Joseph Severn.

Joseph Severn (*Londres, 7 de diciembre de 1793 – †Roma, 3 de agosto de 1879) fue un pintor inglés de retratos, temas y amigo personal del famoso poeta inglés John Keats. Expuso retratos, costumbrismo italiano, temas literarios y bíblicos. Una selección de sus pinturas que puede encontrarse hoy en algunos de los museos más renombrados e importantes de Londres que incluyen el National Portrait Gallery (Galería nacional de retratos), el Museo de Victoria y Alberto y el Tate Britain.

## Origen
Severn nació en Londres y fue aprendiz de un grabador. Durante sus primeros años practicó el retrato en miniaturas.

## Primeros años en Londres 1815-1820
En 1815 fue admitido en la Royal Academy Schools de Londres y expuso su primera obra en óleo, Hermia y Helena, un tema de El sueño de una noche de verano, en la Royal Academy Exhibition de 1819. Conoce al poeta John Keats en 1816, con el cual fue a Roma acompañado de Percy Bysshe Shelley en búsqueda de mejorar la salud del escritor. 
En 1819, Severn recibe la medalla de oro de la Royal Academy por su cuadro Una y el caballero de la cruz roja en la cueva de la desesperación el cual está inspirado por el poema épico La reina de las hadas de Edmund Spenser. Era la primera vez en ocho años que se entregaba el premio y el cuadro fue expuesto en la Academy en 1820. Este premio le permitió a Severn solicitar una beca que le permitía viajar durante tres años, pagada por la Royal Academy. 
De acuerdo a una biografía de Severn, publicada por Grant F. Scott en 2005, Severn tuvo un hijo ilegítimo poco antes de que dejara Inglaterra rumbo a Italia.
- Datos: Q345978
- Multimedia: Joseph Severn / Q345978